# Linard-Malval
Linard-Malval – gmina we Francji, w regionie Nowa Akwitania, w departamencie Creuse. W 2013 roku liczba ludności wynosiła 216 mieszkańców. 
Gmina została utworzona 1 stycznia 2019 roku z połączenia dwóch ówczesnych gmin: Linard oraz Malval. Siedzibą gminy została miejscowość Linard. 